# Kalmari repülőtér
A Kalmari repülőtér (IATA: KLR, ICAO: ESMQ) Svédország egyik nemzetközi repülőtere, amely Kalmar közelében található. Éves utasforgalma 106 136 fő (2022).

## Futópályák
A repülőtér futópályái:
- 16/34 (2050 m, 45 m, aszfalt)
- 05/23 (664 m, 40 m, aszfalt)

## Forgalom
Az utasforgalom az elmúlt években az alábbi módon változott:
| Utasok száma | 179 193 | 174 107 | 157 138 | 176 877 | 204 828 | 213 869 | 239 144 | 243 271 | 52 868 | 106 136 |
|              | 2005    | 2007    | 2009    | 2011    | 2013    | 2014    | 2016    | 2018    | 2020   | 2022    |